# 名寄帳
名寄帳（なよせちょう）とは、ある人物が持っている不動産の一覧表のことである。一筆一棟ごとの「固定資産課税台帳」を所有者ごとにまとめたものである。

## 歴史
名寄帳は中世から存在しており、検注帳・検地帳が土地ごとに所持者を記しているのに対して名寄帳は個々の人間ごとに所持地を一括して記している。ただし、検注帳・検地帳が領主の命令で作成されるのに対して、名寄帳は個々の村で年貢の割り当てなど事務上の必要から村役人が独自に作成されるもので、江戸時代の場合には検地帳と違って領主への提出義務はなかったものの、村の運営には欠かせないものであった（ただし、中世期には荘園領主によって提出を義務付けた荘園もあり、一定していなかった）。

## 概要
名寄帳によって個人名義の不動産が確認できるようになっているため、自己破産時に資産隠しをすることが難しくなっている。なお、法人名義の不動産は記載されないため、名寄帳に載っていなくても、法人名義で不動産を所有している可能性はある。
基本的には本人しか請求できず、身分証明書が必要である。しかし、債権者などが不正に入手した場合、資産のリストを把握されてしまう。
未登記の不動産は補充課税台帳（異称あり）に記載され、実質的な所有者に税金が請求される。